# The Cabin in the Cotton
The Cabin in the Cotton (bra: Escravos da Terra) é um filme pre-Code estadunidense de 1932, do gênero drama, dirigido por Michael Curtiz, estrelado por Richard Barthelmess, e co-estrelado por Dorothy Jordan e Bette Davis. O roteiro de Paul Green foi baseado no romance homônimo de 1931, de Harry Harrison Kroll.
O filme foi protagonizado por Richard Barthelmess, ex-astro do cinema mudo, e conta com uma das primeiras interpretações de destaque de Bette Davis, que aparece com o cabelo loiro platinado. Em uma cena, ela diz uma frase com sotaque sulista retirada originalmente do livro: "I'd like to kiss ya, but I just washed my hair" (em tradução livre: "Eu adoraria te beijar, mas acabei de lavar meu cabelo"). Nos anos posteriores, a fala foi imortalizada por imitadores e fãs de Davis, e citado no filme "Get Shorty", de 1995.

## Sinopse
Marvin Blake (Richard Barthelmess) é o estudioso filho de uma família de meeiros que trabalha para o rico plantador de algodão no sul dos Estados Unidos Lane Norwood (Berton Churchill). Quando o pai de Marvin morre por excesso de trabalho, Norwood resolve ajudar o rapaz e financia seus estudos de contabilidade, empregando-o como guarda-livros da plantação. Marvin se entusiasma com a possibilidade de subir na vida ao mesmo tempo que se interessa pela filha do patrão, a insinuante Madge (Bette Davis), embora continue a gostar de Betty (Dorothy Jordan), filha de amigos da família dele e também trabalhadores do campo. Além de se sentir dividido em relação à sua vida amorosa, Marvin também sofre com o dilema de manter a gratidão para com seu patrão ou a lealdade a antigos amigos e familiares, que são explorados no trabalho. A situação se agrava quando os parentes e amigos de Marvin começam a roubar algodão e pedem ao rapaz que os ajude a negociarem os fardos desviados.

## Elenco
- Richard Barthelmess como Marvin Blake
- Dorothy Jordan como Betty Wright
- Bette Davis como Madge Norwood
- Hardie Albright como Roland Neal
- David Landau como Tom Blake
- Berton Churchill como Lane Norwood
- Dorothy Peterson como Lilly Blake
- Russell Simpson como Tio Joe
- Tully Marshall como Slick
- Henry B. Walthall como Eph Clinton
- Edmund Breese como Holmes Scott
- John Marston como Russell Carter
- Erville Alderson como Sock Fisher
- William Le Maire como Jake Fisher
- Clarence Muse como Homem Negro Cego

## Produção
Quando o produtor Darryl F. Zanuck forçou Michael Curtiz a escalar Bette Davis no papel de Madge Norwood, o diretor respondeu: "Você está brincando? Quem iria querer ir para a cama com ela?" Furioso com a decisão contrária a sua vontade, Curtiz passou a filmagem toda irritado, chamando Davis em voz alta de atriz ruim ("a goddamned lousy actress"), ou dizendo ser ela uma "Maldita-filha-de-meretriz-sem-nenhuma-sexualidade" ("God-damned-nothing-no-good-sexless-son-of-a-bitch!") ao criticar a respiração dela nas cenas de amor com Richard Barthelmess. Anos depois, Davis comentou: "Sr. Curtiz, devo reconhecer, era um monstro e um grande cineasta europeu. Ele não era um diretor de atores ... Você tinha que ser muito enérgica com ele. E não era nada divertido ... Na verdade era um bastardo! O homem mais cruel que eu conheci. Mas ele sabia como realizar um bom filme". A atriz colaborou em mais seis filmes com Curtiz, incluindo "The Private Lives of Elizabeth and Essex", de 1939.
Davis gostava pessoalmente de Barthelmess, mas ficou contida pelo estilo de atuar dele. "Não fazia absolutamente nada nas cenas à distância, seguia basicamente as marcações teatrais para os planos médios e reservava todo o talento de ator para os close-ups. Dessa forma, foi necessário usar quase que todos os close-ups dele". Barthelmess disse sobre Davis: "Havia muita paixão nela, era impossível não sentir isso ... Tinha-se a sensação de muito sentimento interior reprimido, uma grande quantidade de eletricidade que ainda não tinha encontrado uma saída. Isso era bem desconcertante – sim, eu admito, era assustador".
Davis mais tarde confessou que ainda era virgem quando trabalhou no filme. "Sim, isso é absolutamente a verdade. Ninguém perguntou", ela acrescentou enfaticamente, "mas minha personagem era caracterizada por uma furiosa sexualidade. Bem, se eles soubessem que eu ainda era virgem, não acreditariam que pudesse interpretar. Não teriam confiado em mim se soubessem, mas ninguém perguntou. Talvez achassem que toda atriz jovem tivesse uma vida libertina".

## Recepção
Mordaunt Hall, em sua crítica para o The New York Times, descreveu-o como "um filme que raramente desperta algum interesse ... Richard Barthelmess nos dá uma cuidadosa, mas pouco inspirada atuação. Em geral, falta em seu comportamento a espontaneidade desejada, e suas falas são ditas em tom monótono ... Michael Curtiz é o responsável pela direção, que é desigual, com partes da narrativa ficando bem confusas".
"The Cabin in the Cotton" é um dos nove lançamentos cinematográficos de 1932 em que Bette Davis participou. Ainda relativamente desconhecida, ela chamou a atenção de muitos críticos por suas interpretações. No New York American, Regina Crewe a descreveu como "soberba". Richard Watts, Jr. do New York Herald Tribune afirmou: "A Srta. Davis demonstra uma surpreendente vivacidade como uma sedutora moça rica", e a revista Variety declarou que a sua "crescente popularidade é a melhor chance do filme nos negócios". Davis também conseguiu interessar o diretor John Cromwell, que ficou impressionado o suficiente para chamá-la para o papel de Mildred no filme "Escravos do Desejo", de 1934, que consolidaria a reputação da atriz como uma das melhores de sua época.

### Bilheteria
De acordo com os registros da Warner Bros., o filme arrecadou US$ 429.000 nacionalmente e US$ 142.000 no exterior, totalizando US$ 571.000 mundialmente.